# Amata takamukuana
Amata takamukuana är en fjärilsart som beskrevs av Matsumura 1927. Amata takamukuana ingår i släktet Amata och familjen björnspinnare. Inga underarter finns listade i Catalogue of Life.